# Kleinwinkelnäherung

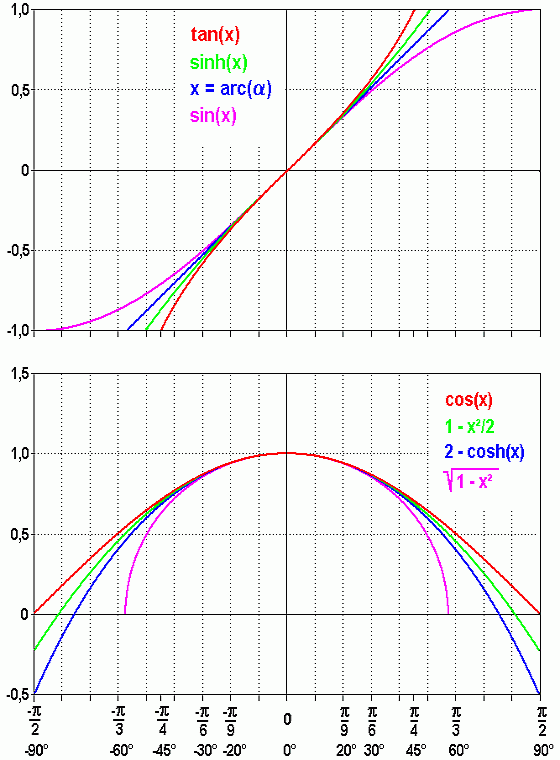
Bei kleinen Winkeln (x → 0) verhalten sich viele trigonometrische Funktionen nahezu gleich.

Die Kleinwinkelnäherung ist eine für kleine Winkel anwendbare rechnerische Vereinfachung, die das präzise Rechnen mit trigonometrischen Funktionen erspart. Dabei wird der Sinus oder Tangens des fraglichen Winkels durch den Winkel selbst und sein Kosinus durch den Wert 1 ersetzt:
{\displaystyle \left.{\begin{aligned}\sin x\approx x\\\tan x\approx x\\\cos x\approx 1\end{aligned}}\quad \right\}{\text{ für kleine }}x}
Der Winkel muss dabei im Bogenmaß angegeben sein, nicht in Grad. Für Winkel kleiner als 10 Grad (entspricht im Bogenmaß π⁄18) ist die Abweichung dieser Näherung vom präzisen trigonometrisch errechneten Wert in vielen Fällen unwesentlich, d. h. die Näherung liefert brauchbare Ergebnisse.

## Herleitung
Grundlage dieses Ansatzes ist die jeweilige Maclaurinsche Reihe der Winkelfunktion (siehe auch Taylor-Reihe):
{\displaystyle \sin x=x-{\frac {x^{3}}{6}}+{\frac {x^{5}}{120}}\mp \cdots }
{\displaystyle \tan x=x+{\frac {x^{3}}{3}}+{\frac {2\,x^{5}}{15}}+\cdots }
{\displaystyle \cos x=1-{\frac {x^{2}}{2}}+{\frac {x^{4}}{24}}\mp \cdots }
Für {\displaystyle |x|\ll 1} kann man die Summanden mit höherer Potenz von {\displaystyle x} vernachlässigen gegenüber den vorhergehenden Gliedern, so dass sich die o. g. Näherungen ergeben.
|                                                          | Beispiele: Sinus-Näherung und Abweichung    | Beispiele: Sinus-Näherung und Abweichung    | Beispiele: Sinus-Näherung und Abweichung    |
| -------------------------------------------------------- | ------------------------------------------- | ------------------------------------------- | ------------------------------------------- |
| {\displaystyle x} in Grad{\displaystyle ^{\circ }} (deg) | {\displaystyle ~~~5{,}0~}                   | {\displaystyle ~~~7{,}5~}                   | {\displaystyle ~~~10{,}0~}                  |
| {\displaystyle =x} in Radiant (rad)                      | {\displaystyle ~~~\pi /36\approx 0{,}08727} | {\displaystyle ~~~\pi /24\approx 0{,}13090} | {\displaystyle ~~~\pi /18\approx 0{,}17453} |
| {\displaystyle \sin x} (gerundet)                        | {\displaystyle ~~~0{,}08716~}               | {\displaystyle ~~~0{,}13053~}               | {\displaystyle ~~~0{,}17365~}               |
| Relative Abweichung (gerundet)                           | {\displaystyle ~~~0{,}13~\%}                | {\displaystyle ~~~0{,}29~\%}                | {\displaystyle ~~~0{,}51~\%}                |

Tabelle der relativen Abweichung bzw. Fehlergrenze der jeweiligen Näherung bei den angegebenen Winkeln:
|                                                | Relative Abweichung Sinus, Tangens und Cosinus | Relative Abweichung Sinus, Tangens und Cosinus | Relative Abweichung Sinus, Tangens und Cosinus |
| ---------------------------------------------- | ---------------------------------------------- | ---------------------------------------------- | ---------------------------------------------- |
| Näherung                                       | {\displaystyle x=\pi /36=5^{\circ }}           | {\displaystyle x=\pi /24=7{,}5^{\circ }}       | {\displaystyle x=\pi /18=10^{\circ }}          |
| {\displaystyle x} statt {\displaystyle \sin x} | {\displaystyle ~~~0{,}13~\%}                   | {\displaystyle ~~~0{,}3~\%}                    | {\displaystyle ~~~0{,}5~\%}                    |
| {\displaystyle x} statt {\displaystyle \tan x} | {\displaystyle -0{,}25~\%}                     | {\displaystyle -0{,}6~\%}                      | {\displaystyle -1{,}0~\%}                      |
| {\displaystyle 1} statt {\displaystyle \cos x} | {\displaystyle ~~~0{,}38~\%}                   | {\displaystyle ~~~0{,}9~\%}                    | {\displaystyle ~~~1{,}5~\%}                    |

## Anwendungen
Wichtig ist die Kleinwinkelnäherung besonders in der Physik, wo sich viele Probleme mit Hilfe der Kleinwinkelnäherung analytisch exakt lösen lassen, die ansonsten unter Einbeziehung der Winkelfunktionen zu komplizierten elliptischen Integralen führen würden. Anwendungsbeispiele der Kleinwinkelnäherung sind das mathematische Pendel, die Auswertung der Beugung am Spalt, die paraxiale Optik sowie die Annäherung von Parabel und Kreisbogen bei der Behandlung bei Linsen und Hohlspiegeln in der Nähe der optischen Achse.

## Moderate Winkeländerungen > 7°
In der technischen Mechanik ist ebenfalls die Berücksichtigung moderater Winkeländerungen üblich. Um zu vermeiden, dass der Kosinus bei der Kleinwinkelapproximierung komplett herausfällt, wird zusätzlich das zweite Glied der Taylorreihenentwicklung berücksichtigt, sodass gilt:
{\displaystyle \cos(x)\approx 1-{\frac {x^{2}}{2}}}.
Ein Anwendungsbeispiel ist die Theorie leicht gekrümmter Schalentragwerke: Da die Krümmung das Tragverhalten maßgeblich beeinflusst, muss diese berücksichtigt werden; gleichzeitig soll die Approximation den Berechnungsaufwand verringern.
Durch die genauere Näherung ergeben sich nun folgende Eigenschaften:
|                                                                   | Relative Abweichung bei               | Relative Abweichung bei              | Relative Abweichung bei               |
| ----------------------------------------------------------------- | ------------------------------------- | ------------------------------------ | ------------------------------------- |
| Näherung                                                          | {\displaystyle x=\pi /18=10^{\circ }} | {\displaystyle x=\pi /9=20^{\circ }} | {\displaystyle x=2\pi /9=40^{\circ }} |
| {\displaystyle 1-{\frac {x^{2}}{2}}} statt {\displaystyle \cos x} | {\displaystyle ~~~-0{,}0039~\%}       | {\displaystyle ~~~-0{,}066~\%}       | {\displaystyle ~~~-1{,}27~\%}         |